# Франц фон Байрос
Франц фон Байрос (нім. Franz von Bayros; 28 травня 1866, Загреб — 3 квітня 1924, Відень) — австрійський художник, ілюстратор епохи декадансу. 
Відомий завдяки ілюстраціям «Божественної комедії» Данте і еротичним гравюрам у стилі модерн. Часто його порівнюють з Обрі Бердслі і Фелісьєном Ропсом.

## Життєпис
Народився у Загребі, який входив до Австро-Угорської імперії, а сьогодні є столицею Хорватії.
Навчався у Віденській академії образотворчих мистецтв у Едуарда фон Енгерта. Входив до кола близьких друзів Йоганна Штрауса (сина), з пасербицею якого Алісою він одружився в 1896 році. Наступного року Байрос переїхав до Мюнхена. У 1904 році пройшла його перша персональна виставка в Мюнхені. З 1904 по 1908 рік навчався в Парижі та Італії.
Помер від інсульту у 57-річному віці.
Роботи Франца фон Байроса зберігаються в Метрополітен-музеї у Нью-Йорку. Всього художник намалював понад 2000 ілюстрацій.

## Галерея

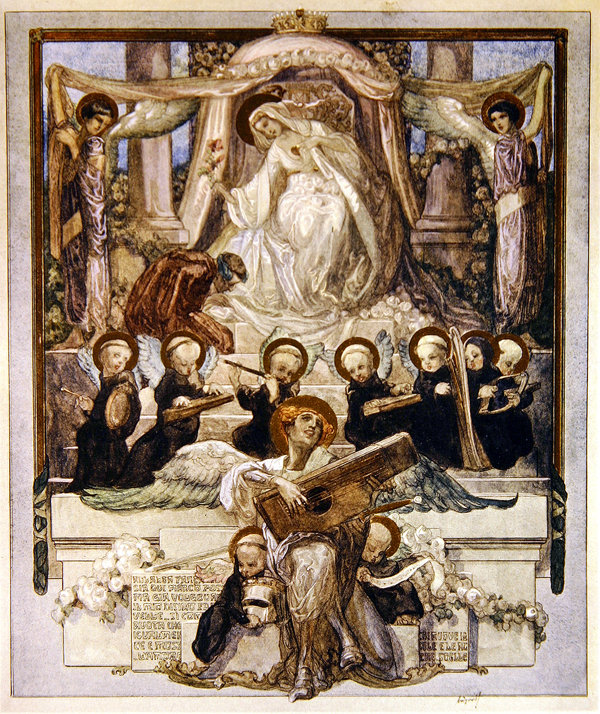
Данте. Божественна комедія. Рай. Пісня XXXIII
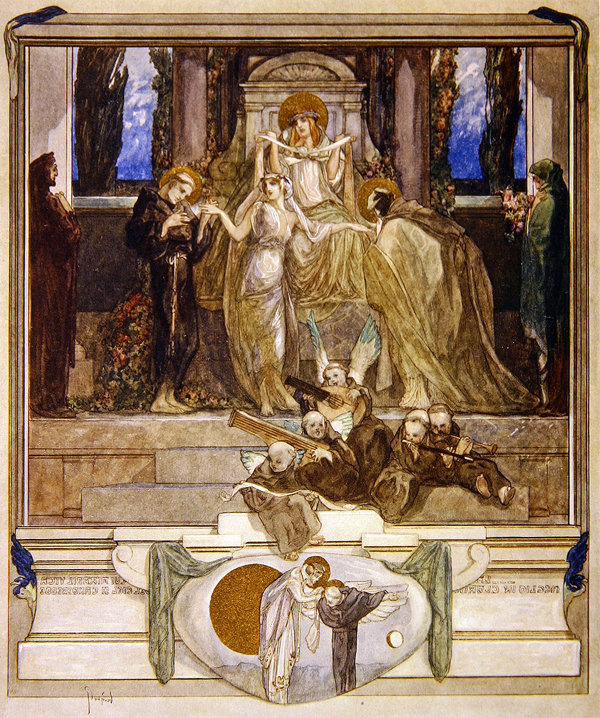
Пісня XI
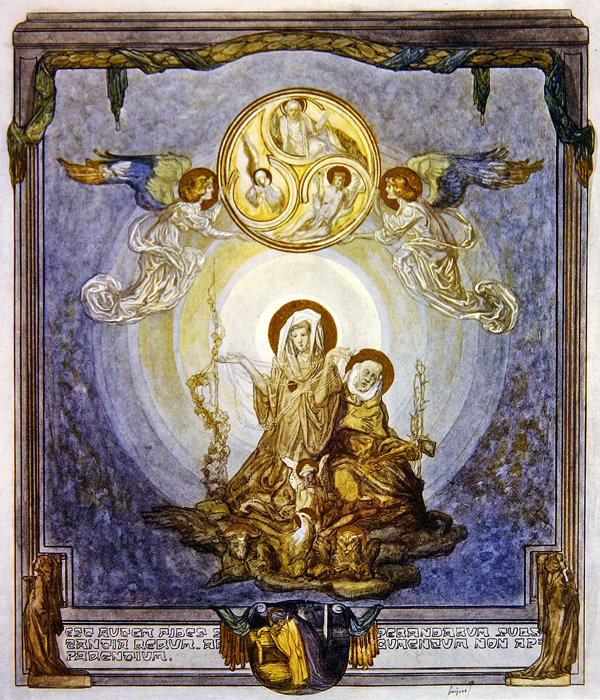
Пісня XXIV
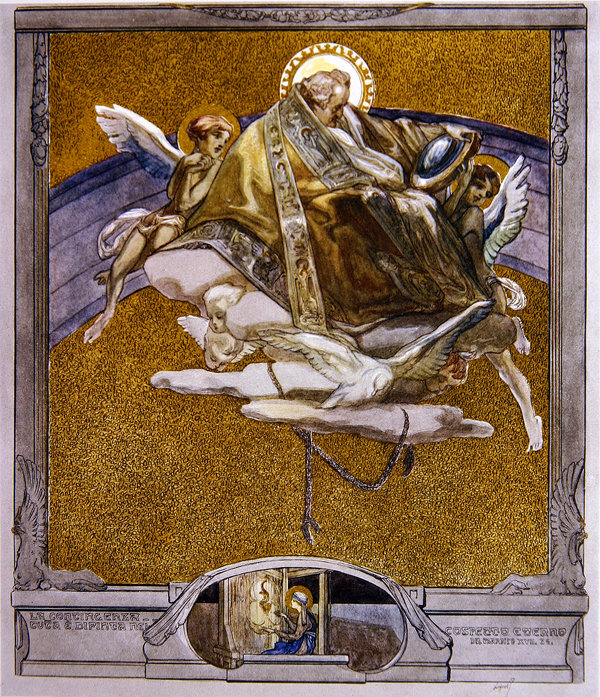
Пісня XVII
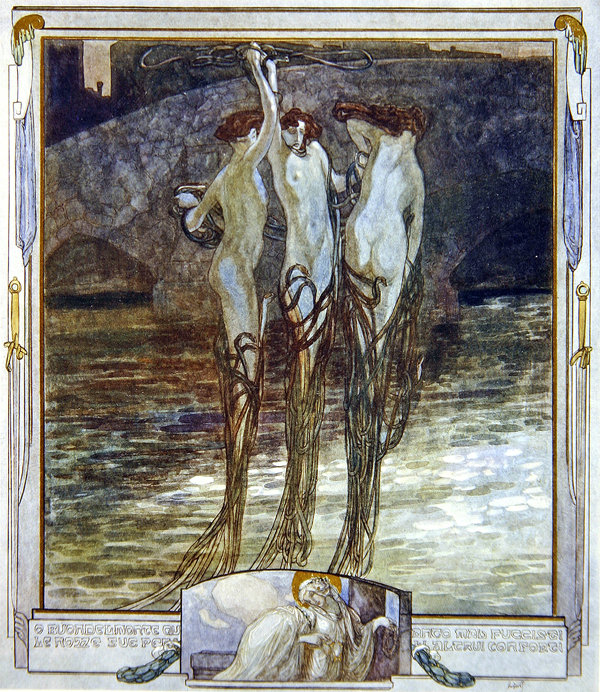
Пісня XVI
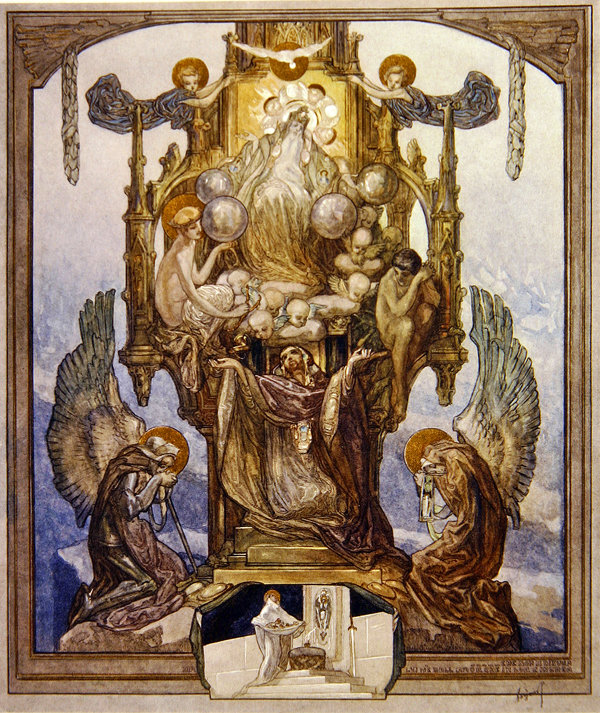
Пісня VIII